# Серафим Крстић
Серафим Крстић (рођен Подгорац, 20. мај 1883) је био српски прота из Охрида, народни посланик и сенатор.
Умро је после 1935. године.